# Archidiecezja pekińska
Archidiecezja pekińska (łac. Archidioecesis Pechimensis, chiń. 天主教北京总教区, Tiānzhǔjiào Běijīng zǒng jiàoqū) – rzymskokatolicka archidiecezja ze stolicą w Pekinie, w Chińskiej Republice Ludowej.

## Sufraganie archidiecezji pekińskiej
Sufraganiami archidiecezji pekińskiej są diecezje:
- Anguo
- Baoding
- Chengde
- Daming
- Jingxian
- Tiencin
- Xianxian
- Xingtai
- Xuanhua
- Yongnian
- Yongping
- Zhaoxian
- Zhengding

## Historia
W 1289 papież Mikołaj IV wysłał franciszkańskich misjonarzy w okolice Pekinu. W 1307 na mocy decyzji Klemensa V powstała archidiecezja Chanbałyk (jak wówczas nazywano Pekin). Drugie chińskie biskupstwo, diecezję Citong (ze stolicą w dzisiejszym Quanzhou), erygowano w 1313, a kolejne - diecezję Ili-baluc (ze stolicą w dzisiejszej Ili przy granicy z Kazachstanem) w 1320. Rozwój chrześcijaństwa w Chinach przerwał upadek dynastii Yuan i późniejsze prześladowania. Za datę kończącą pierwszą próbę ewangelizacji Chin przyjmuje się rok 1375.
Kolejnego biskupa katolickiego w Pekinie powołano 10 kwietnia 1690, za pontyfikatu Aleksandra VIII. W tym dniu powstała diecezja Pekinu. Dotychczas wierni z terenów nowej diecezji należeli do wikariatu apostolskiego Nankinu (obecnie archidiecezja nankińska).
W XIX i w pierwszej połowie XX wieku, w miarę rozwoju Kościoła w Chinach, diecezja Pekinu tracił kolejne tereny, na których powstały:
- 9 września 1831 - wikariat apostolski Korei (obecnie archidiecezja seulska)
- 1838 - wikariat apostolski Liaodong (obecnie archidiecezja Shenyang)
- 3 września 1839 - wikariat apostolski Szantung (obecnie archidiecezja Jinan)
- 2 kwietnia 1856 - wikariat apostolski Południowo-Zachodniego Zhili (obecnie diecezja Zhengding)
- 30 maja 1856 - wikariat apostolski Południowo-Wschodniego Zhili (obecnie diecezja Xianxian).

Tego dnia zmieniono nazwę jednostki kościelnej w Pekinie na wikariat apostolski Północnego Zhili.
- 23 grudnia 1899 - wikariat apostolski Wschodniego Zhili (obecnie diecezja Yongping)
- 14 lutego 1910 - wikariat apostolski Centralnego Zhili (obecnie diecezja Baoding)
- 27 kwietnia 1912 - wikariat apostolski Przybrzeżnego Zhili (obecnie diecezja Tiencin)

3 grudnia 1924 przywrócono nazwę wikariat apostolski Pekinu.
- 10 maja 1926 - wikariat apostolski Xuanhua (obecnie diecezja Xuanhua)
- 25 maja 1929 - misja „sui iuris” Yixian (obecnie prefektura apostolska Yixian)

W wyniku reorganizacji chińskich struktur kościelnych 11 kwietnia 1946 powstała archidiecezja pekińska. Z 1949 pochodzą ostatnie, pełne, oficjalne kościelne statystyki. Archidiecezja pekińska liczyła wtedy:
- 215 915 wiernych
- 119 księży (80 diecezjalnych i 39 zakonnych)
- ok. 400 zakonników i 300 sióstr zakonnych
- 75 parafii

Od zwycięstwa komunistów w chińskiej wojnie domowej w 1949 archidiecezja, podobnie jak cały prześladowany Kościół katolicki w Chinach, nie może normalnie działać. W latach 1959–2007 archidiecezją rządzili mianowani przez władzę arcybiskupi Patriotycznego Stowarzyszenia Katolików Chińskich. Nie uznawali oni zwierzchności papieża ani nie byli uznawani za prawowitych arcybiskupów przez Kościół Powszechny. Warto przypomnieć, że gdy w 1959 władzę arcybiskupią, za porozumieniem z komunistami, obejmował Joseph Yao Guangyu, żył jeszcze kardynał Thomas Tien Ken-sin - nominowany przez papieża 11 kwietnia 1946 arcybiskup pekiński, nigdy nie odwołany z tej funkcji.
Z oczywistych względów brak jest danych o funkcjonowaniu archidiecezji w Kościele podziemnym. Giga-Catholic Information podaje, że 29 czerwca 1989 potajemnie sakrę biskupią przyjął Matthias Pei Shangde CDD i był on arcybiskupem Pekinu do śmierci 24 grudnia 2001. Nie wiadomo, czy Kościół podziemny mianował jego następcę.

## Główne świątynie
- Katedra: Katedra Niepokalanego Poczęcia w Pekinie

## Ordynariusze pekińscy
Obecnie arcybiskupem metropolitą pekińskim jest Joseph Li Shan (李山). Sakrę biskupią przyjął 21 września 2007. Jako pierwszy arcybiskup Pekinu po 1949 dokonał tego za zgodą papieską. Tego dnia na łamach L’Osservatore Romano Stolica Apostolska poinformowała o zatwierdzeniu jego kandydatury przez Benedykta XVI.
W archidiecezji obecnie nie ma biskupów pomocniczych.